# Beat of the Mesozoic
Beat of the Mesozoic is het derde muziekalbum van de Amerikaanse band Birdsongs of the Mesozoic. Het was een ep. Het is opgenomen in Le Studio Morin Heights (Canada). Het album bevat muziek dat ritmischer is dan hun voorgangers. Ook de stijl minimal music is opvallend aanwezig.

## Musici
- Roger Miller: piano, Yamaha CP-78, orgel en percussie
- Erik Lindgren: synthesizers (minimoog, memorymoog), ritmemachine en percussie
- Rick Scott: Farfisa, synthesizer, piano en percussie
- Martin Swope: gitaar

## Composities
1. Lost in the B-zone (4:33)
2. Waterwheel (3:57)
3. Excavation nr. 22 (3:09)
4. Scenes from a …. (5:05)
5. The Beat of the Mesozoic, part I (5:36) (er volgt nooit een deel 2)

Het album verschijnt in 2008 op het verzamelalbum Dawn of the Cycads.